# Esporte do Paraná

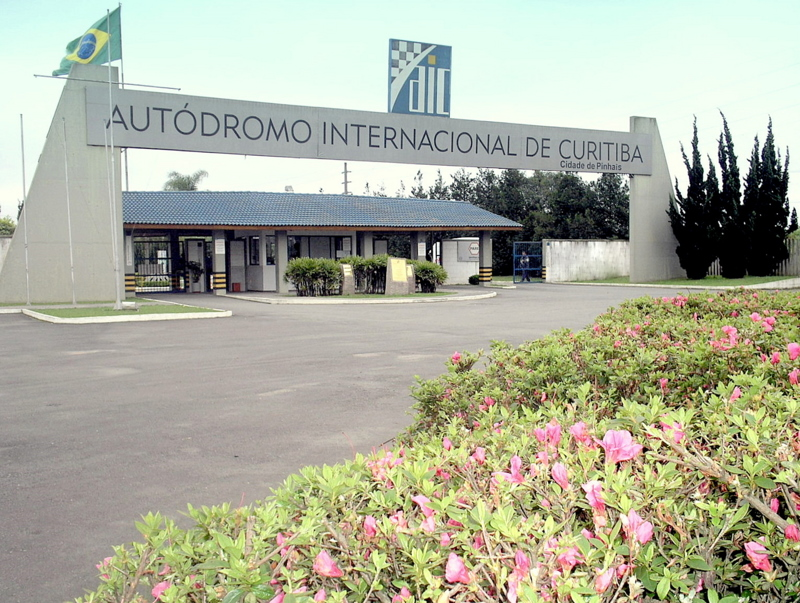
Entrada do Autódromo Internacional de Curitiba, localizado em Pinhais

O esporte do Paraná é praticado em diversas modalidades e organizado por federações estaduais. O futebol é o esporte mais popular no estado, seguido por vôlei, basquete, ginástica, artes marciais e automobilismo.
O Paraná é sede de eventos esportivos, seja de importância nacional e/ou internacional. Exemplos são a a Fórmula Truck, a Stock Car Brasil, e o Campeonato Mundial de Carros de Turismo, eventos que são realizados no Autódromo Internacional de Curitiba.
Outros esportes também têm popularidade no estado. No vôlei, o órgão responsável pela atuação no esporte é a Federação Paranaense de Voleibol, que possui diversos clubes filiados e organiza todos os torneios oficiais que envolvam as equipes do estado. No basquete, a federação responsável é a Federação Paranaense de Basketball. Todos os anos, o estado realiza os Jogos Escolares do Paraná, evento da secretaria de esportes do governo estadual, que reúne diversas modalidades esportivas.
Dentre as principais personalidades do esporte paranaense estão: no futebol, Rogério Ceni (ex-goleiro do São Paulo Futebol Clube), Alexandre Pato e Pedro Ken; Dalila Bulcão Mello, Joyce Batista e Rolando Ferreira Júnior, no basquete; Clésio Prado, Elisângela Oliveira, Emanuel Rego, Ericléia Bodziak (Filó), Gilberto Amauri Godoy Filho (Giba), no vôlei; e Angélica Kvieczynski, Ana Paula Scheffer, Caroline Molinari, Khiuani Dias, Ethiene Franco, Nicole Müller, na ginástica; nas artes marciais: Anderson Silva (muay thai), Camila Coninck Costa (judô), Marcelo Barreto (taekwondo), Rosilette dos Santos (judô), Ricardo Buzzi (caratê), e Volnei Cláudio Mânica (kung fu); Roberto Maehler na canoagem; David Muffato e seu pai Pedro Muffato, ambos no automobilismo.

## Galeria de imagens

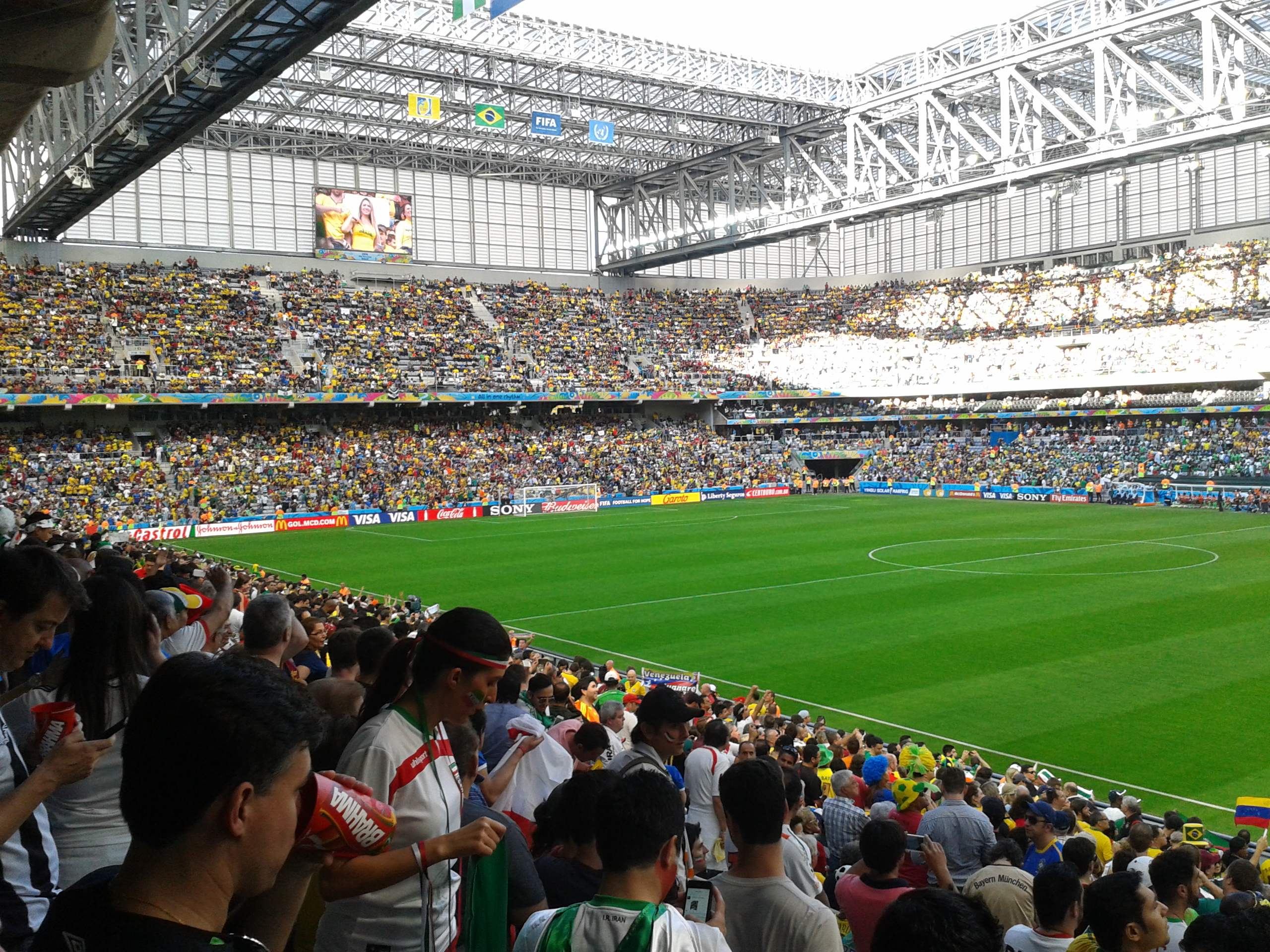
Estádio Joaquim Américo Guimarães (ou Arena da Baixada) durante o jogo entre Irã e Nigéria durante a Copa do Mundo FIFA de 2014
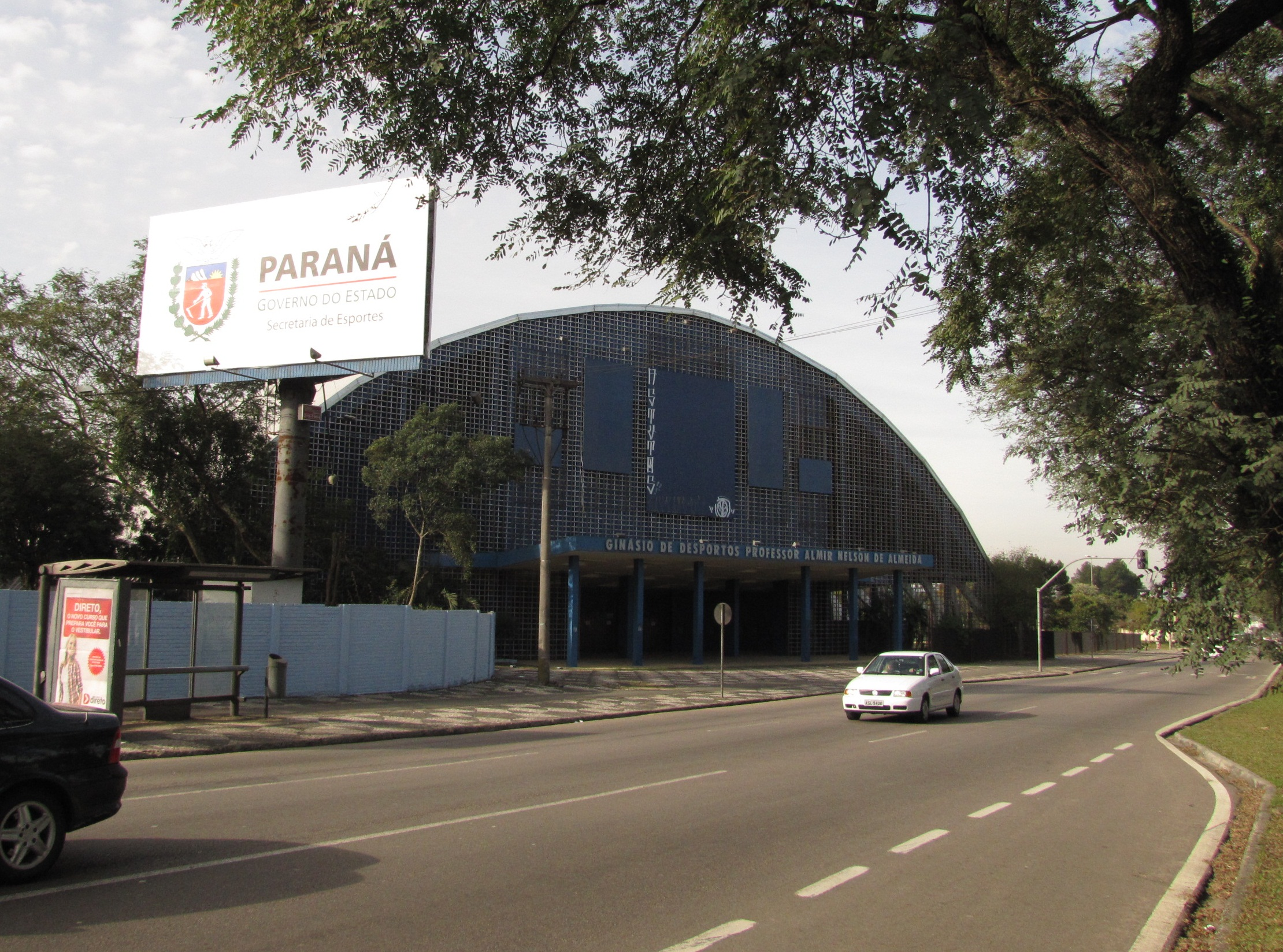
Ginásio do Tarumã, em Curitiba.
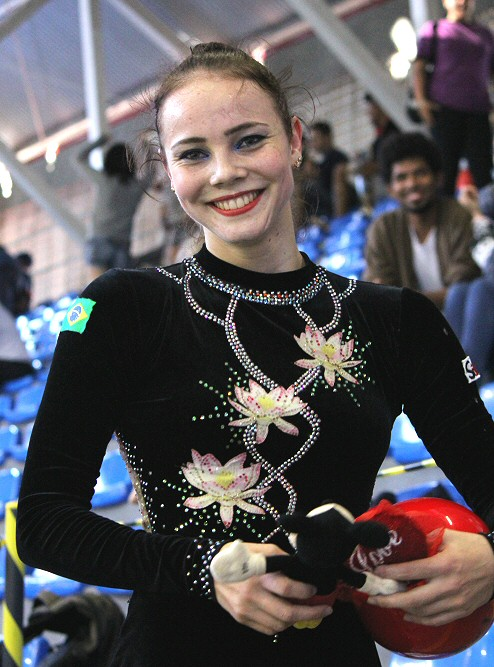
Angélica Kvieczynski, ginasta paranaense, que competiu em provas de ginástica rítmica.